# Landkreis Gifhorn
Landkreis Gifhorn  er en Landkreis i den østlige del af den tyske delstat Niedersachsen.

## Geografi
Landkreisen grænser mod nord til Landkreis Uelzen, mod vest til Landkreis Peine,  Region Hannover og  Landkreis Celle, mod syd til Landkreis Helmstedt og de kreisfri byer Wolfsburg og Braunschweig og mod øst til  Landkreisene Altmarkkreis Salzwedel og Landkreis Börde i delstaten Sachsen-Anhalt.
Landkreis gennemløbes af floderne Aller, Ise, Ohre og Oker samt  Allerkanal. 
- Ise har sit udspring ved  Wittingen og munder ud i Aller i centrum af byen Gifhorn.
- Mod nordøst danner  Ohre  på nogle strækninger grænse til  Sachsen-Anhalt. Den har sit udspring ved Wittingen (Ohrdorf).

- Ved Edesbüttel drejer kanalen Elbe-Seitenkanal af fra Mittellandkanalen.

Det laveste punkt i landkreisen ligger ved Aller ved Müden (46  moh.). Det højeste punkt ligger mod nord hvor  Sprakensehl  er 124 moh. 

## Byer og kommuner
Kreisen havde 175920  indbyggere pr.  2018-12-31

Kommuner 
1. Gifhorn, administrationsby (42519)
2. Sassenburg (11803)
3. Wittingen, by (11503)

Amter eller Samtgemeinden med deres tilhørende kommuner (* angiver administrationsby.)
| - 1. Samtgemeinde Boldecker Land (9983) 1. Barwedel (989) 2. Bokensdorf (1300) 3. Jembke (1999) 4. Osloß (1892) 5. Tappenbeck (1406) 6. Weyhausen * (2397) - 2. Samtgemeinde Brome (16337) 1. Bergfeld (878) 2. Brome, Flecken * (3285) 3. Ehra-Lessien (1923) 4. Parsau (1871) 5. Rühen (5725) 6. Tiddische (1237) 7. Tülau (1418) - 3. Samtgemeinde Hankensbüttel (9014) 1. Dedelstorf (1184) 2. Hankensbüttel * (4531) 3. Obernholz (854) 4. Sprakensehl (1211) 5. Steinhorst (1234) | - 4. Samtgemeinde Isenbüttel (15438) 1. Calberlah (5064) 2. Isenbüttel * (6496) 3. Ribbesbüttel (2063) 4. Wasbüttel (1815) - 5. Samtgemeinde Meinersen (20343) 1. Hillerse (2475) 2. Leiferde (4376) 3. Meinersen * (8151) 4. Müden (Aller) (5341) - 6. Samtgemeinde Papenteich (24512) 1. Adenbüttel (1765) 2. Didderse (1319) 3. Meine * (8706) 4. Rötgesbüttel (2329) 5. Schwülper (7312) 6. Vordorf (3081) - 7. Samtgemeinde Wesendorf (14468) 1. Groß Oesingen (1902) 2. Schönewörde (891) 3. Ummern (1564) 4. Wagenhoff (1170) 5. Wahrenholz (3654) 6. Wesendorf * (5287) |

Kommunefrit område (ubeboet)
- Giebel (10,36 km²)